# رقم هاتف

بيجر مُبسَّط يحمل رقم هاتف

رقم الهاتف هو سلسلة من الأرقام التي تحدد محطة طرفية داخل شبكة الهاتف، والتي تُمكِّن المُتصل إمكانيَّة الاتصال بها خِلال لوحة المفاتيح المُخصصة للاتصال عليه. تُحدَّد هيكلة الأرقام من خلال «خطة ترقيم الهواتف» الموجهة لكل بلد. للاتصال من خارج الدولة برقم هاتف تُستخدم علامة (+) متبوعةً بمُعرَّف بلد المقصود.

## المخاطر
في 2010 نشرت كومبيوتر وورلد [الإنجليزية] تقريرًا قال باحثٌ أمنيٌ فيه أنَّهُ عندما يتصفح مستخدمو الأجهزة المحمولة مواقع الويب، فقد يفصحون عن غير قصد عن أرقام هواتفهم، تكمن المشكلة في الطريقة التي تعيد بها بعض الشبكات تنسيق بيانات الويب على ما يعرف بالخوادم الوكيلة، والتي تُستخدم لمساعدة مواقع الويب على العرض بشكل صحيح على الشاشات الصغيرة لبعض الهواتف.

## في الثقافة
غالِبًا ما تُستخدم أرقام هواتف وهميَّة [الإنجليزية] في الأفلام والبرامج التلفزيونيَّة لتجنب المضايقات من خلال المكالمات الواردة من المشاهدين. على سبيل المثال، لم يتم تعيين الـرمز 555 [الإنجليزية] للولايات المتحدة مُطلقًا (مع استثناءات محدودة مثل الرقم 555-1212 فقد تَمَّ تعيينهُ كـ مساعدة دليل [الإنجليزية]). ولكن، استخدمت الأفلام والبرامج التلفزيونية الأمريكيَّة آليَّة أرقام «555-xxxx»، من أجل منع الاتصال بالرقم المُستخدَم في مثل هذا العمل.